# نيت أكيرمان
نيت أكيرمان (بالإنجليزية: Nate Ackerman) هو فيلسوف ورياضياتي بريطاني، ولد في 4 مارس 1978 في نيويورك في الولايات المتحدة.

## وصلات خارجية
- نيت أكيرمان على موقع قاعدة بيانات المصارعة الدولية (الإنجليزية)
- نيت أكيرمان على موقع اللجنة الأولمبية الدولية (الإنجليزية)
- نيت أكيرمان على موقع أوليمبيديا (الإنجليزية)
- نيت أكيرمان على موقع اللجنة الأولمبية البريطانية (الإنجليزية)